# Хроматермография
Хроматермогра́фия — один из вариантов газовой хроматографии, при которой для улучшения разделения смеси газов одновременно с движением подвижной фазы — газа, воздействуют на сорбент и разделяемую смесь движущимся температурным полем, имеющим определенный градиент по длине. Воздействие температуры приводит к росту концентрации на слое сорбента.